# Sztumskie Pole
Sztumskie Pole – wieś w Polsce położona w województwie pomorskim, w powiecie sztumskim, w gminie Sztum. Leży przy drodze wojewódzkiej nr .
W latach 1975–1998 miejscowość administracyjnie należała do województwa elbląskiego.

## Obiekty
- LKS "Polanie"
- Agroturystyka (pensjonat) oraz ośrodek jazdy konnej "Stajnia Iskra", funkcjonująca od 1999 na powierzchni ponad 11 ha i obejmująca 7 stajni, 5 placów maneżowych oraz krytą halę ujeżdżeniową, w 2017 wyróżniona w ogólnopolskim konkursie Firma Rodzinna Roku[4] w kategorii mikroprzedsiębiorstwo. Od 2013 funkcjonuje przy niej Klub Jeździecki ISKRA[5]. Stajnia posiada stado koni liczące około 50 sztuk wierzchowców, w tym takich ras, jak konik polski, koń wielkopolski, koń małopolski, koń westfalski, koń zimnokrwisty, konie sztumskie, hucuły, araby oraz haflingery[6].
- Agroturystyka "Klimbergowice"
- Agroturystyka "Dom w Lesie"
- Camping Leśny "Nad Białym"[7]
- Sala Królestwa zboru Świadków Jehowy[8] (od 2009)